# Уэйкфилд, Эндрю
Эндрю Джереми Уэйкфилд (англ. Andrew Jeremy Wakefield) — бывший британский врач, получивший известность после сфальсифицированного исследования 1998 года, в котором ложно утверждалось о связи между вакциной против кори, эпидемического паротита и краснухи (MMR) и аутизмом, а также за его последующую антивакцинаторскую активность. Публичная шумиха вокруг исследования привела к резкому снижению уровня вакцинации, что привело к ряду вспышек кори во всем мире.
Уэйкфилд опубликовал свою статью о новой форме энтероколита, связанной с аутизмом, в престижном медицинском журнале The Lancet. Другие исследователи не смогли воспроизвести выводы Уэйкфилда, а расследование, проведенное в 2004 году репортером Sunday Times Брайаном Диром, выявило нераскрытый финансовый конфликт интересов со стороны Уэйкфилда. Большинство из соавторов впоследствии отказались от интерпретации результатов исследования, опубликованных в статье.
Британский Генеральный медицинский совет (GMC) провел расследование по обвинениям в мошенничестве Уэйкфилда и двух его бывших коллег, сосредоточив внимание на выводах Брайана Дира. В 2010 году GMC обнаружил, что Уэйкфилд фальсифицировал свои исследования, действовал против интересов своих пациентов и плохо обращался с детьми с задержкой развития и «не справился со своими обязанностями в качестве ответственного консультанта». The Lancet отозвал публикацию Уэйкфилда 1998 года на основе результатов GMC, отметив, что элементы статьи были сфальсифицированы и что журнал был обманут Уэйкфилдом. Три месяца спустя Уэйкфилд был исключен из медицинского реестра Великобритании, отчасти из-за его преднамеренной фальсификации исследований, опубликованных в The Lancet, и ему было запрещено заниматься медицинской практикой в Великобритании. Британский суд постановил, что «в настоящее время нет авторитетного мнения, поддерживающего гипотезу [доктора Уэйкфилда], что вакцина MMR и аутизм/энтероколит причинно связаны».